# Kantonsschule Wiedikon
Die Kantonsschule Wiedikon (abgekürzt KWI) ist eine öffentliche Zürcher Mittelschule mit den Maturitätsprofilen alt- und neusprachlich sowie musisch. Ihr Name rührt vom gleichnamigen Zürcher Stadtkreis her.

## Allgemeines

### Lehrgänge
Die Kantonsschule Wiedikon bietet eine eidgenössische Maturität mit altsprachlichem, neusprachlichem oder musischem Profil an. Sämtliche Lehrgänge dauern sechs Jahre, die musische Maturität kann jedoch nach einer mindestens zweijährigen Ausbildung an einer Sekundarschule auch innerhalb von vier Jahren im Kurzgymnasium erlangt werden.
Schülern mit einem guten Notendurchschnitt steht ein Immersionslehrgang offen, bei dem ein Teil der Fächer in englischer Sprache unterrichtet wird.

### Geschichte

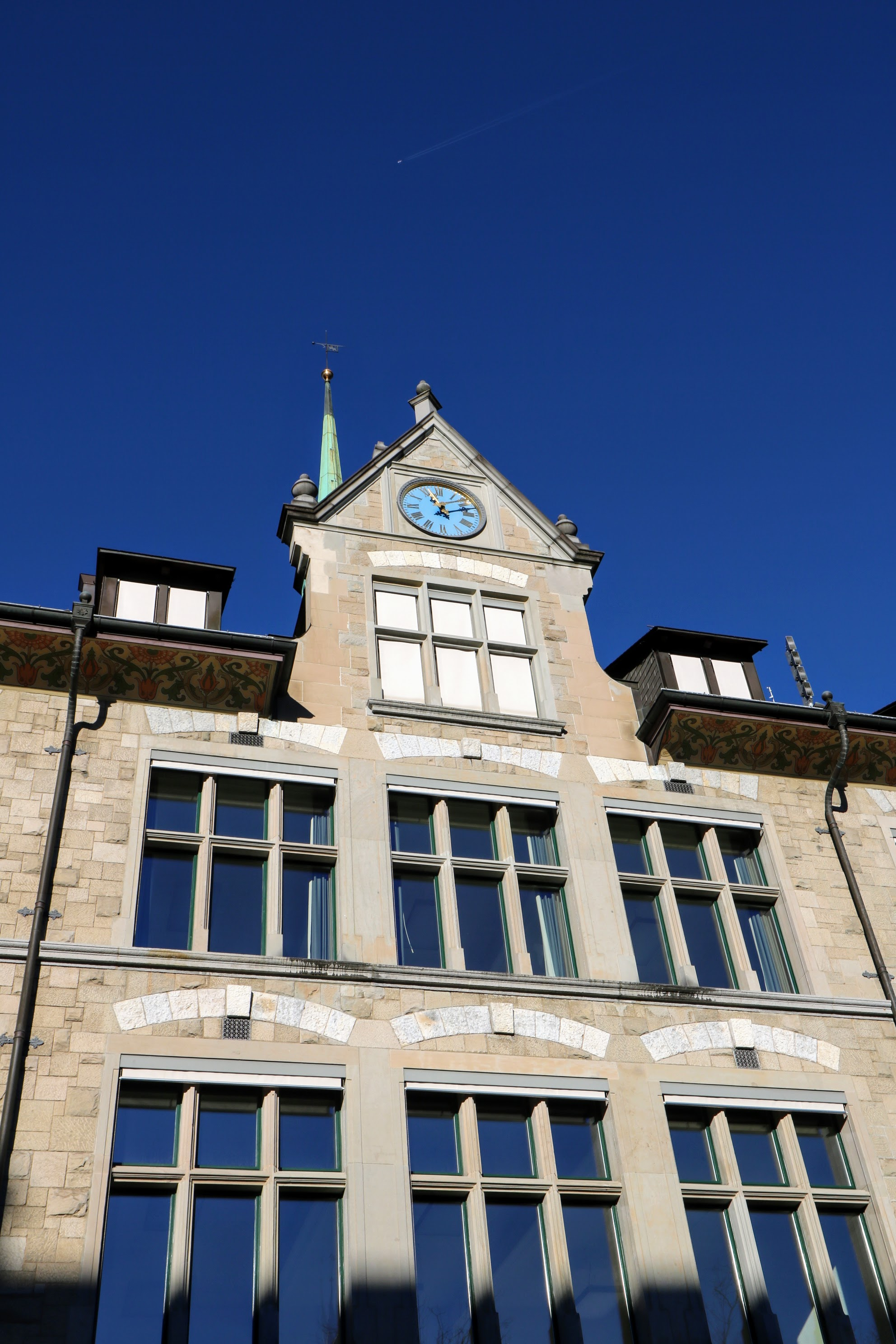
Der Altbau der KS Wiedikon in einem Gebäude der Schulanlage Bühl, 1898 bis 1901 nach Plänen des Stadtbaumeisters Arnold Geiser erbaut

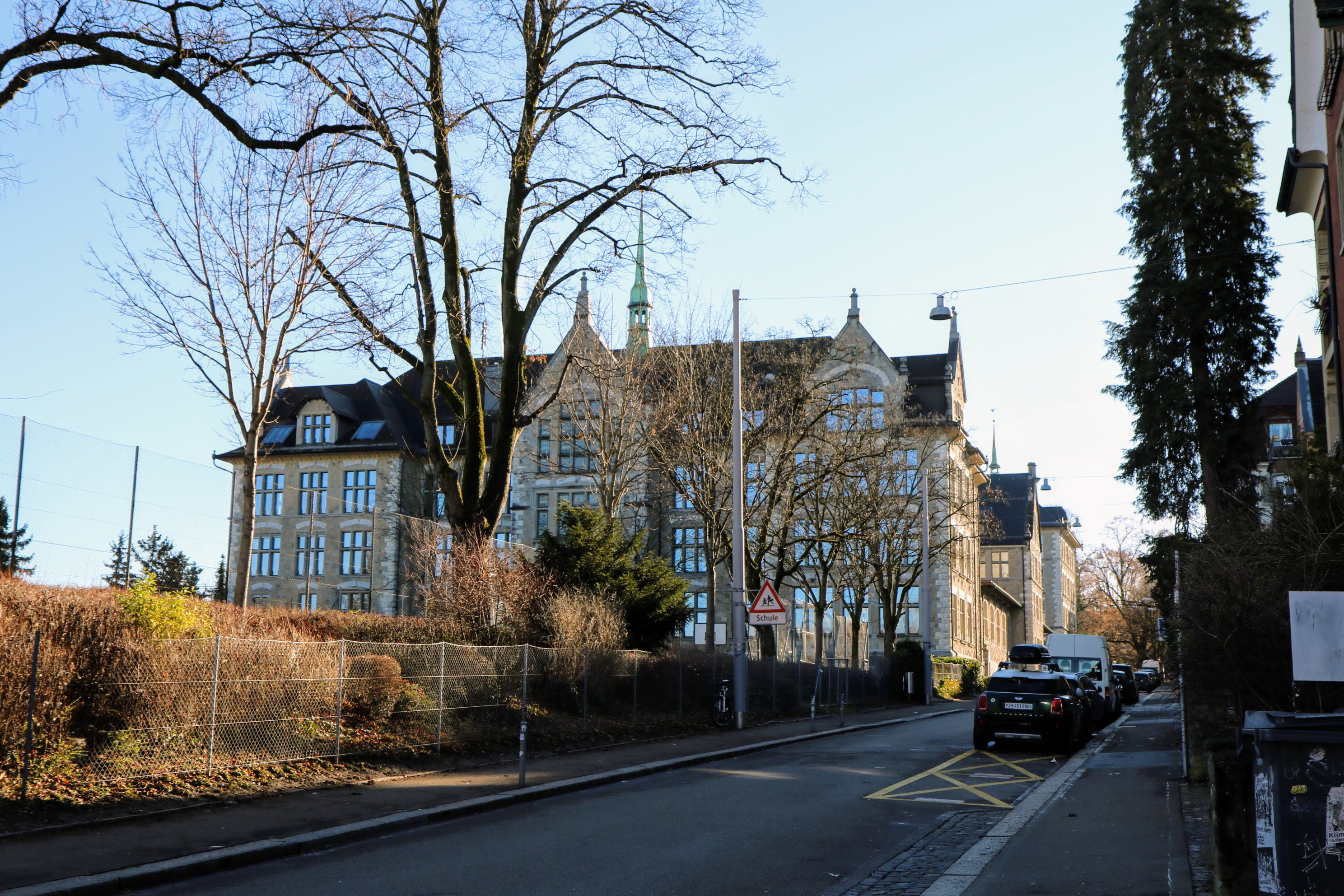
Das Schulhaus Bühl von der Goldbrunnenstrasse aus gesehen

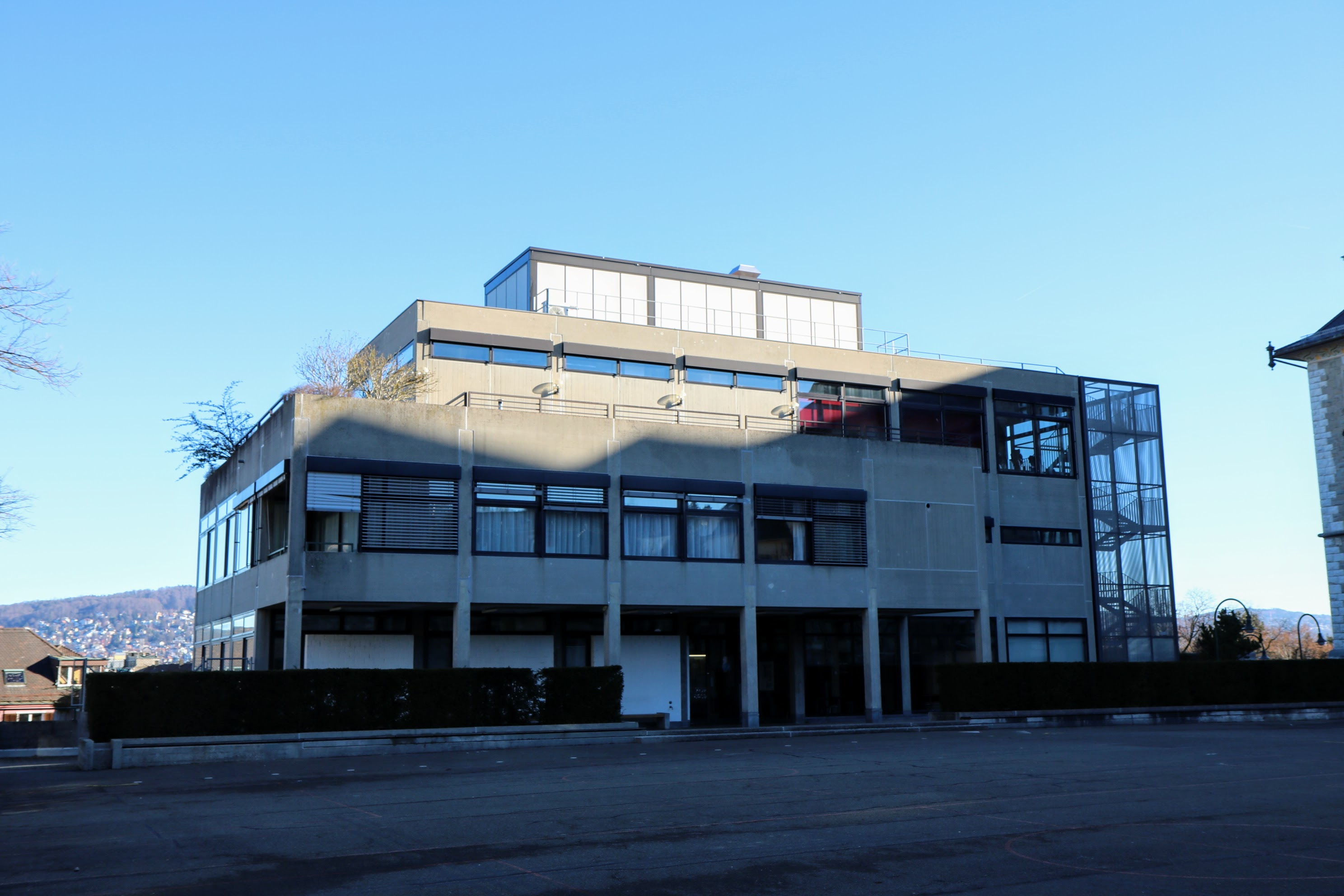
Schulhaus Schrennengasse, Neubau der KS Wiedikon in der Schulanlage Bühl

Die Kantonsschule Wiedikon ging am 27. April 1965 unter dem Namen Töchterschule der Stadt Zürich, Abteilung V aus einer platzbedingten Aufteilung des Mädchengymnasiums der Hohen Promenade hervor. Im ehemaligen Sekundarschulhaus Bühl B, das um die Jahrhundertwende vom Architekten und Zürcher Stadtbaumeister Arnold Geiser errichtet worden war, fand die Abteilung V ihren neuen Standort. Damit wurde dem schon seit längerer Zeit laut gewordenen Wunsch nach einer Töchterschule links von Limmat und See Rechnung getragen. So wurde nicht nur für die benachbarten Stadtkreise, sondern auch für die Seegemeinden, das Sihltal und viele Gemeinden des Knonauer Amts eine günstig zu erreichende Mittelschule geschaffen. Angeboten wurden Langzeitgymnasium und Unterseminar.
Nachdem die Schule anfangs mit 172 Schülerinnen noch wenig ausgelastet war, wuchs die Anzahl der Gymnasiastinnen ungemein schnell an, so dass im Frühling 1971, nur sechs Jahre nach der Eröffnung, das Schuljahr bereits mit 773 Schülerinnen begann. Als ein Ende des Wachstums nicht abzusehen war, legte 1968 der Architekt Hugo Müller Pläne für einen Erweiterungsbau vor, der am 14. September 1969 vom Stimmvolk bewilligt wurde. Bereits Anfang 1973 konnte das Gebäude teilweise bezogen werden. Da nicht genug Turnhallen zur Verfügung standen, wurde von 1973 bis 1975 unterhalb des Pausenplatzes der Quartierschule Bühl eine Dreifachturnhalle gebaut.
Als erstes Gymnasium des Kantons Zürich führte die Kantonsschule Wiedikon den gleichzeitigen Latein- und Französischunterricht für die Erstklässlerinnen des Langgymnasiums ein. Ausserdem wurde das Konzept eines so genannten Jahresthemas entwickelt, eines Themas, auf das ein Jahr lang klassen- und fächerübergreifend ein Schwerpunkt gesetzt wurde, das aber aufgrund des enormen organisatorischen Aufwands bald wieder fallen gelassen werden musste.
Nachdem die Schule den Status einer eidgenössischen Maturitätsschule erlangt hatte, konnte sie 1969 ihre ersten Maturitätsprüfungen abnehmen. Das Zürcher Stimmvolk beschloss 1975, genau 100 Jahre nach ihrer Eröffnung, die fünf Töchterschulen dem Kanton zu übergeben, was auch aus Abteilung V eine Kantonsschule machte.

### Leitbild
Im Juli 1997 gab sich die Kantonsschule Wiedikon, vertreten durch den Lehrerkonvent, ein Leitbild, das in zehn Punkten die Bildungsziele und die erzieherischen Grundsätze zusammenfasst. Darin wird unter anderem festgehalten:

«Unsere Gesellschaft braucht positiv denkende, leistungsfähige und leistungswillige Menschen, die ihre Begabungen und Fähigkeiten auch in den Dienst der Allgemeinheit stellen und sie nicht aus Trägheit verkümmern lassen – Menschen, die sich auszeichnen durch ein waches Interesse am Zeitgeschehen und die rege Teilnahme am politischen und kulturellen Leben. Deshalb setzen wir nicht allein während des regulären Unterrichts hohe Erwartungen in die Leistungen unserer Schülerinnen und Schüler, sondern versuchen auch, mit Theateraufführungen, Konzerten und Ausstellungen, mit Vorträgen, Podiumsdiskussionen und mit sportlichen Veranstaltungen ihren Sinn für Gemeinschaft und für Kultur zu wecken und zu bilden.»

## Spezialitäten der KWI

### Kulturelle Aktivitäten
Als musisch geprägte Schule veranstaltet die Kantonsschule Wiedikon jedes Jahr verschiedene kulturelle Anlässe:
- Jährlich findet ein Jahresschlusskonzert statt. Es wird für Schulangehörige, deren Familien und Quartierbewohner in der Kirche Bühl durchgeführt und in der Region (Linkes Seeufer, Knonauer Amt) wiederholt.
- An lauen Sommerabenden präsentieren Chor und Orchester der KWI im Rahmen einer Serenade dem Quartierpublikum musikalische Leckerbissen.
- Alternierend führt die Schülerorganisation jedes Jahr entweder eine Jazz Night oder einen OpenMic-Abend durch, an denen sich Nachwuchstalente und erfolgreiche ehemalige Schüler präsentieren.
- Unregelmässig werden Theaterstücke von Arbeitsgruppen unter der Leitung einer Lehrperson inszeniert.
- Der Fachkreis Musik führt immer wieder öffentliche Vortragsabende durch, an denen sowohl die Musiklehrer als auch ihre Schüler kleine Konzerte geben.
- Die Mediothek der KWI steht allen Schulangehörigen offen und bietet insgesamt über 16'000 Medien an (unter anderem Sachbücher, Belletristik für Jugendliche und Erwachsene, CDs, DVDs, Matura-Arbeiten und diverse Zeitschriften).

### Musisches Profil
Das Unterseminar wurde nach Annahme des Unterrichtsgesetzes durch das Volk ab 1987 in eine Lehramtsschule umgewandelt, welche zu einem kantonalen Maturitätsabschluss führte. Mit der Einführung des MAR wurde 1995 dieser – seit jeher stark musisch geprägte – Schultypus zu einem Gymnasium mit musischem Profil, bei welchem an der Matura neben den Grundlagenfächern entweder Musik oder bildnerisches Gestalten als Schwerpunktfach geprüft wird.

### Zweisprachige Matur
Eine oder zwei Klassen pro Jahrgang sind so genannte Immersionsklassen. Im Immersionunterricht wird ab der dritten Klasse Mathematik und Geschichte sowie eines der naturwissenschaftlichen Fächer Biologie, Physik oder Chemie ausschliesslich in englischer Sprache unterrichtet. Dies soll dazu dienen, den Schülern die Sprache vertrauter zu machen und ihnen wissenschaftliche Arbeit in englischer Sprache näherzubringen. Eine ausgeprägte Begabung für Sprachen, Interesse und Freude am Lernen sind Voraussetzungen für die Aufnahme in eine Immersionsklasse.

### Gesundheits- und Studienberatung
Eine gute Atmosphäre in den Klassen und im Schulhaus ist nach Ansicht der Schulleitung die wichtigste Voraussetzung für die Förderung der Gesundheit. Deshalb bietet die KWI Schülerinnen und Schülern eine niederschwellige interne Beratungsstelle an. Einerseits beraten zwei Fachpersonen (eine Schulärztin und ein Schulberater) Hilfe Suchende mit sozialen und psychologischen oder medizinischen Problemen; andererseits stehen den Schülerinnen und Schülern auch zwei Fachpersonen im Bereich Studienfragen und Berufswahl zur Verfügung.

### WebCrew
Als sich im Laufe der fortschreitenden Technologisierung eine Schulwebsite als unabdingbar erwies, bildete sich im Juli 1998 unter dem Namen WebCrew eine Gruppe von Lehrern und Schülern, die sich mit der Erstellung einer Homepage befasste. Nach der Vollendung der Website blieb die Arbeitsgruppe bestehen, um diese zu warten und von Zeit zu Zeit neu zu gestalten. So können die Schüler an einem realen Projekt fortgeschrittene Techniken der Webgestaltung erlernen.

## Bedeutende Absolventen (Auswahl)
- Phenomden (* 1980), Reggae-Sänger
- Noëmi Nadelmann (* 1962), Opernsopranistin
- Nadja Sieger, alias Nadeschkin, Komikerin
- Leonardo Nigro, Schauspieler
- Olga Tucek, Kabarettistin
- Jarreth Merz, Schauspieler und Regisseur
- Fabian Unteregger, Satiriker
- Jan Gassmann, Filmemacher
- Philipp Kutter, Politiker
- Christian Mumenthaler, CEO Swiss Re